# Ванс
Вижте пояснителната страница за други значения на Ванс.
Ванс (на френски: Vence) е град в югоизточна Франция, част от департамента Алп Маритим в регион Прованс-Алпи-Лазурен бряг. Населението му е около 18 700 души (2018).
Разположен е на 322 метра надморска височина в подножието на Кастеланските Предалпи, на 8 километра северно от брега на Средиземно море и на 13 километра западно от центъра на Ница. Селището съществува от Античността, а през V век е седалище на епископ. Днес то е предградие в агломерацията на Ница.

## Известни личности
Починали във Ванс
- Витолд Гомбрович (1904 – 1969), полски писател
- Жорж Канети (1911 – 1971), лекар
- Дейвид Хърбърт Лорънс (1885 – 1930), английски писател
- Жорж Папазов (1894 – 1972), художник
- Селестен Френе (1896 – 1966), педагог